# Friedrich Reinhardt
Friedrich Reinhardt (* 18. Juni 1866 in Tellicherry in Indien; † 28. Juni 1949 in Basel, reformiert, heimatberechtigt in Basel) war ein Schweizer Druckereiunternehmer und Verleger.

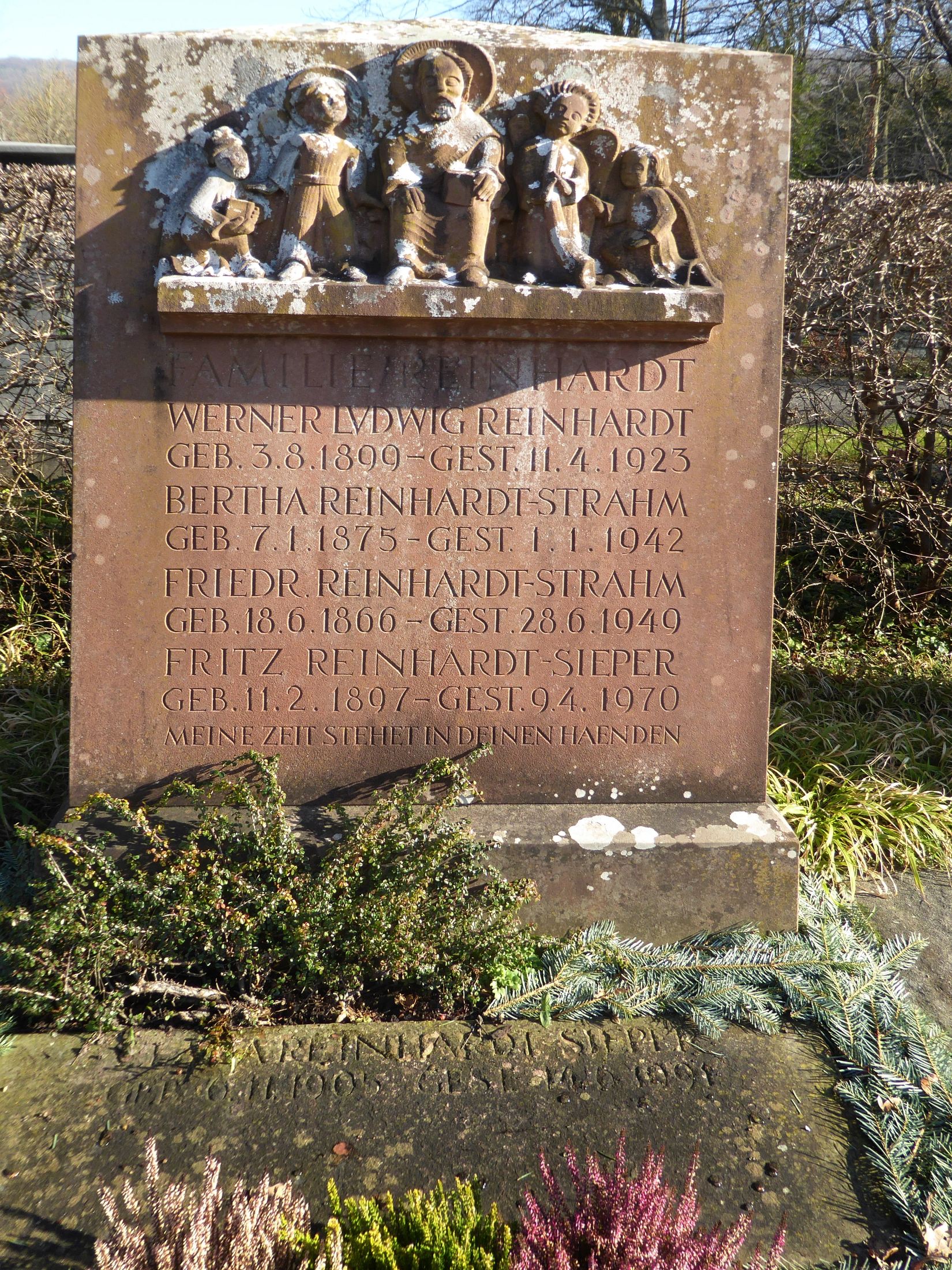
Grab auf dem Friedhof am Hörnli

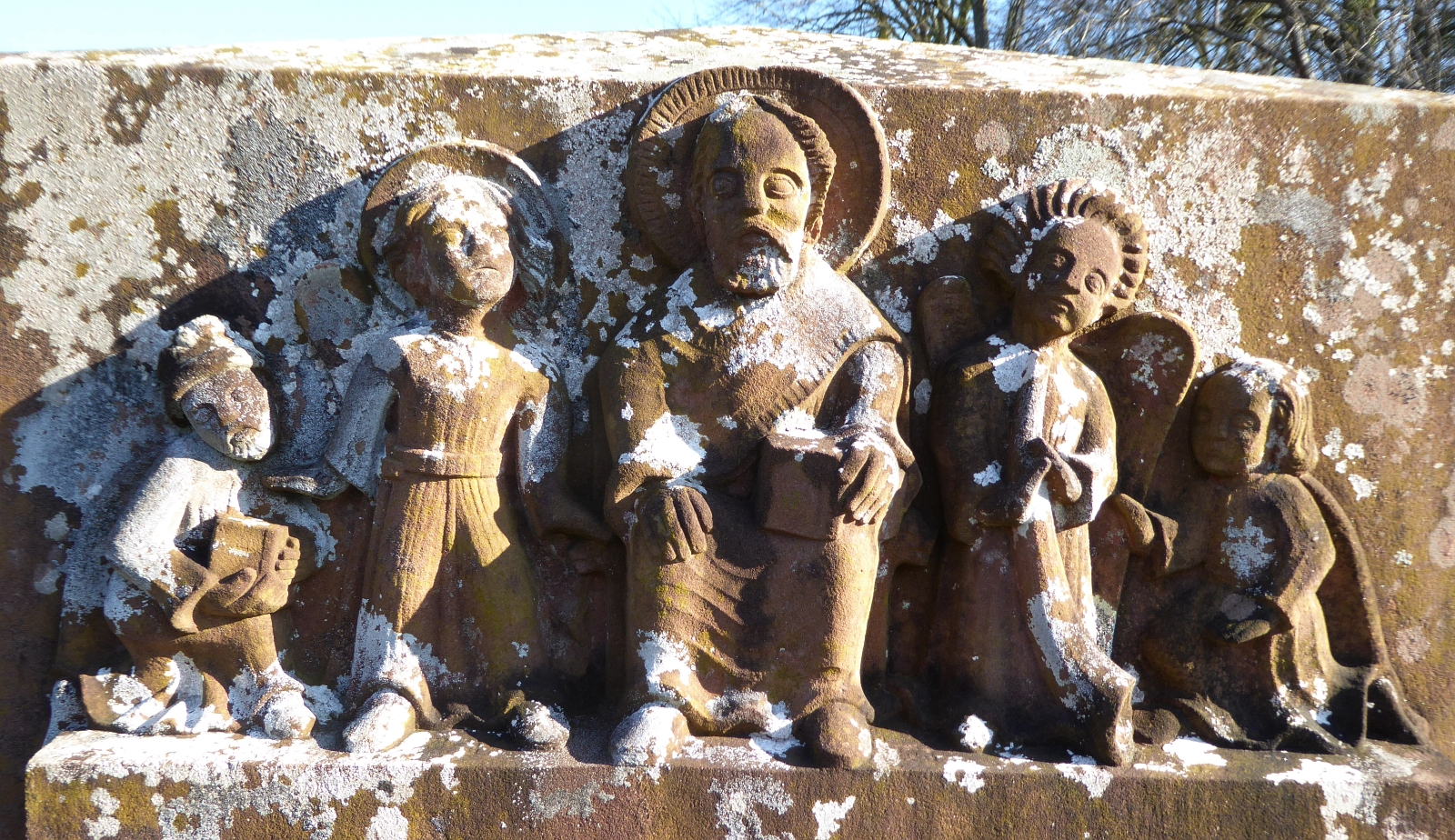
Grabrelief

## Leben und Werk
Friedrich Reinhardt kam am 18. Juni 1866 in Tellicherry als Sohn des Missionars und Buchdruckers Ludwig Reinhardt und der Anna (geborene Götz) zur Welt. Er war der Bruder der Politikerin Anna Maria Jungck. Reinhardt erlernte zunächst das Buchdrucker-Handwerk in Stuttgart, Heidelberg und New York. Im Alter von 29 Jahren übernahm er 1895 die Leitung der väterlichen Druckerei Dettloff.
Dazu gründete er 1900 den Verlag Friedrich Reinhardt für evangelisch-theologische Literatur, in dem die Familienzeitschrift Die Garbe, die Erzählerreihe Stab-Bücher und Werke von Volksschriftstellern erschienen.
Er heiratete 1895 Bertha Emilie (1875–1942), die Tochter des Eisenhändlers Gottlieb Strahm. Ihre Söhne waren Fritz Reinhardt (1897–1970) und Werner Ludwig Reinhardt (1899–1923). Friedrich Reinhardt verstarb am 28. Juni 1949 zehn Tage nach Vollendung seines 83. Lebensjahrs in Basel und fand auf dem Friedhof am Hörnli seine letzte Ruhestätte.